# Armidas paviljong

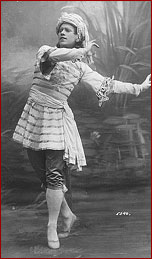
Wacław Niżyński i Le Pavillon d’Armide 1909

Armidas paviljong (franska: Le Pavillon d'Armide) är en balett i koreografi av Michel Fokine och musik av Nikolaj Tjerepnin. 
Baletten uruppfördes i Sankt Petersburg den 25 november 1907 på Mariinskijteatern med Anna Pavlova i rollen som Armida och Wacław Niżyński i rollen som hennes slav. Den sattes senare åter upp i Paris på Châtelet-teatern av Ballets Russes 17 maj 1909, fortfarande med Niżyński i rollen som slav men med Vera Karalli som Armida. 
I Norden har den satts upp i Helsingfors 1939 och på Stockholmsoperan 1941 i koreografi av George Gé, dekor av John Jon-And och med Sixten Ehrling som dirigent.